# Camatagua
Camatagua – miasto w Wenezueli, w stanie Aragua.